# Abu-l-Fadl Jàfar ath-Thàïr fi-L·lah ibn Muhàmmad
Abu-l-Fadl Jàfar ath-Thàïr fi-L·lah ibn Muhàmmad (? - 961), fou un imam zaydita de Hawsam (931 - 961). La seva mare era filla d'un oncle patern de l'imam an-Nàssir al-Kabir al-Utruix, que havia predicat al Hawsam entre gilanis i daylamites abans de fer-se amo d'Amol i el Tabaristan.
Quan els alides zaydites van perdre el Tabaristan, ath-Thàïr va poder establir-se més a l'oest, a Hawsam i assegurar el poder. Va envair diverses vegades el Tabaristan, la primera el 932 aliat al daylamita Maqan ibn Kaki; entre 948 i 953 va fer tres invasions, aliat primer a l'ustundar de Ruyan, després al ziyàrida Wuixamguir ibn Ziyar (935-967) i la darrera al buwàyhida Rukn-ad-Dawla. A la seva mort les seves despulles foren portades a una localitat a l'est de Hawan anomenada Miyan Dih (a uns 30 km) i la seva tomba encara existeix. Els seus descendents van continuar regnant al Hawsan de vegades en lluita contra els imams alides de la línia d'al-Utruix o amb altres alides.